# Sheffield Football Club
El Sheffield Football Club es un club de fútbol inglés de la ciudad de Sheffield, en el Condado de Yorkshire, aunque actualmente ubicado en Dronfield, Derbyshire. Fue fundado el 24 de octubre de 1857 y juega en la Northern Premier League, torneo de la séptima división en el sistema de ligas de fútbol de Inglaterra. La fama del Sheffield F.C. es la de ser el club de fútbol más antiguo del mundo, motivo por el que es apodado como «The Club» (El Club) o «The Ancients» (Los Antiguos/Vetustos) por ser el primer y más antiguo club de fútbol. Sheffield FC inicialmente jugó al fútbol bajo las Reglas de Sheffield y no adoptó oficialmente las nuevas reglas de la FA hasta 1878.
Disputa por ende el derbi más antiguo en el mundo contra su eterno rival y segundo equipo más antiguo del mundo, el Hallam Football Club. En 2004 se les otorgó la Orden al Mérito de la FIFA, un galardón que solo se otorga a otro club: el Real Madrid, y en 2007 fue incluido en el Salón de la Fama del Fútbol Inglés, para conmemorar su 150 aniversario.
En el campo, el mejor momento del club llegó en 1904 cuando ganó la FA Amateur Cup, una competencia concebida a partir de una sugerencia de Sheffield. También terminó como subcampeón del FA Vase en 1977.
El club no tiene conexión (excepto la ciudad natal y algunos terrenos en los que jugó como local) con ninguno de los dos equipos profesionales locales, el Sheffield United Football Club y el Sheffield Wednesday Football Club. A pesar de que estos lo relegaron a un segundo plano, el club original de Sheffield ha sobrevivido hasta la fecha debido a su herencia cultural y la dedicación de sus pocos aficionados.

## Historia

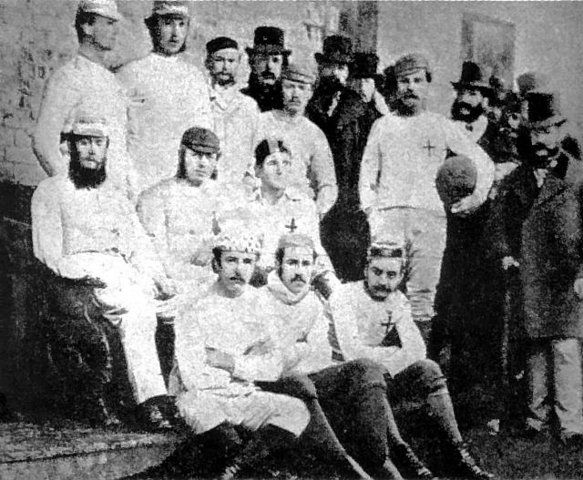
Instantánea tomada en 1857 del Sheffield Football Club, club más antiguo del mundo.

En 1855, los miembros de un club de críquet de la ciudad de Sheffield organizaban partidos de fútbol para pasar los meses de invierno, estos partidos eran jugados sin ningún tipo de reglas oficiales.  El 24 de octubre de 1857 Nathaniel Creswick y William Prest redactaron el acta fundacional del primer club de fútbol de la historia y formaron el Sheffield Football Club. Creswick y Prest decidieron aquel año crear un club para jugar al fútbol durante el invierno, y así mantener su forma física en dicha estación. Para ello tuvieron que convencer a las personas más influyentes de Sheffield.
La reunión inaugural del club tuvo lugar en Parkfield House en el suburbio de Highfield. La sede original era un invernadero en East Bank Road prestado por Thomas Asline Ward, padre del primer presidente del club, Frederick Ward, y el campo adyacente se utilizó como su primer campo de juego. El club de Sheffield es reconocido oficialmente por la FIFA como el club de fútbol más antiguo del mundo. También tiene el más antiguo código de fútbol documentado, en Inglaterra.
Creswick y Prest fueron responsables de la elaboración de las reglas del juego del club, un código denominado Reglas de Sheffield, que se decidieron en la Junta General de Accionistas del club el 21 de octubre de 1858 y se publicaron al año siguiente. En ese momento, antes de la formación de la Football Association (F.A.), muchos tipos diferentes de fútbol fueron desarrollados y jugados popularmente en Inglaterra. Por ejemplo, cada una de las distintas escuelas públicas que practicaban el fútbol en función de sus propias normas, y éstas eran muy distintas.
El primer Reglamento de Sheffield fue distinto. Por ejemplo, no había fuera de juego, los jugadores contrarios podrían ser empujados, y un jugador que coge la pelota con la mano conseguiría un tiro libre a favor del otro equipo. El fútbol australiano, que comenzó a desarrollarse al año siguiente, se asemeja al original código de Sheffield en todos esos aspectos. Las similitudes probablemente se debieron a la influencia común de los códigos anteriores, como el Reglamento de Cambridge. Inicialmente, los partidos del Sheffield FC fueron jugados entre los propios miembros del club y tomó el formato de "casados contra solteros" o " profesionales contra obreros".
Sheffield y su vecino, Hallam FC, que se formó en 1860 y en el mismo año los dos clubes empiezan a jugar el derbi local que hoy es el más antiguo todavía jugado. En 1862 había alrededor de 15 clubes en la zona de Sheffield a los que todos se adhirieron a las Normas de Sheffield. Estas normas fueron posteriormente adoptadas por la Asociación de Fútbol de Sheffield cuando se formó en 1867. Por este tiempo el club había decidido jugar sólo contra equipos de fuera de la ciudad de Sheffield con el fin de buscar un desafío mucho mayor.
Ellos se convirtieron en miembros de la FA, el 30 de noviembre de 1863, pero continuaron usando su propio conjunto de reglas. El 31 de marzo de 1866, hubo un partido entre un equipo en representación de Sheffield y uno en representación de los clubes de Londres, en Battersea Park. El juego, jugado como un once al margen, fue ganado por Londres por 2 goles y cuatro aterrizajes a cero. Reglas que sólo difieren ligeramente de las normas de la FA las cuales se utilizaron. Sin embargo, Sheffield siguió desempeñándose con sus propias normas, con algunas modificaciones, hasta que se aprobó las normas de la FA en 1878.
En el 2007 celebró su 150.º aniversario, con tres partidos en octubre y noviembre de ese año. El más trascendental fue contra el Inter de Milán, que terminó con un 2-5 a favor de los italianos. Pelé estuvo entre los asistentes, y entró en el terreno de juego después del encuentro.
En 1873, el club entró en la Copa FA por primera vez, y su primer empate en la competición, contra Shropshire Wanderers, se decidió después de una repetición mediante un lanzamiento de moneda; única vez en la historia de la competición que se ha decidido un empate de esta forma. Llegarían a la cuarta ronda de la competencia en 1877-1878 y 1879-1880.

### Thursday Wanderers
Thursday Wanderers fue un equipo fundado por el Sheffield FC. Los jugadores que deseaban jugar en la Sheffield Challenge Cup jugaban por este equipo. El Sheffield FC había decidido no jugar partidos los días jueves, por lo que muchos de sus jugadores comenzó a jugar ese día. El equipo funcionó desde la temporada de 1876-1877 hasta el 1878-1879, ganando la copa en su último año. El equipo fue brevemente revivido a principios de los años 1880.

### Declive
Su declive en el ámbito del fútbol comenzó con la introducción del profesionalismo, en julio de 1885, El Sheffield por ser un equipo amateur no podía competir con equipos profesionales, perdiendo en gran medida de ese año ante equipos como el Aston Villa, Nottingham Forest y Notts County. El ascenso del Sheffield United y el Wednesday como rivales vanguardias del fútbol local relegó al Sheffield original al olvido.
Después de la legalización del profesionalismo, el Sheffield FC propuso a la FA la creación de una copa exclusivamente para los clubes amateurs. Este se convertiría en la FA Cup Amateur. El Sheffield gana así su primer gran trofeo en 1904.
Se unieron a su primera competencia de liga en 1889 cuando ingresaron a la Liga Midland, pero se fueron después de solo una temporada cuando terminaron últimos en la tabla. También fueron miembros fundadores de la Liga Yorkshire original en 1898, pero nuevamente pasaron solo una temporada en la competencia. A principios del siglo XX Sheffield compitió principalmente en ligas locales. En 1925–26 competían en la Liga de la Asociación de Sheffield.

### Desde la Segunda Guerra Mundial hasta el día de hoy
Sheffield se unió a la Liga Yorkshire en 1949. Tres años después ganaron el ascenso a la División Uno, pero descendieron de nuevo a la División Dos en 1954. Regresaron a la máxima categoría la primera vez que lo pidieron antes, entrando en su centenario en 1957. Las celebraciones incluyeron partidos contra el equipo B de Inglaterra en Hillsborough  y el equipo amateur Queen's Park FC en Bramall Lane. 
En 1961, Sheffield fue relegado a la División Dos nuevamente, solo regresó a la máxima categoría en 1967, y solo por una temporada más antes de otro descenso. Tres años después, en 1970, fueron relegados nuevamente a la recién formada División Tres. El club pasaría seis temporadas en la división más baja de la Liga Yorkshire, terminando décimo en 1974. Finalmente comenzaron a cambiar su suerte en 1976 al regresar a la División Dos, y un año después fueron coronados como campeones de la División Dos, volviendo a la División Uno. En la misma temporada, Sheffield alcanzó la final del recién formado FA Vase. En el estadio de Wembley, empataron 1-1 con Billericay Town antes de ser derrotados 1-2 en la segunda vuelta en el City Ground en Nottingham.
Cuando la Liga de Yorkshire se fusionó con la Liga Midland para formar la Northern Counties East League (NCEL) en 1981, Sheffield se colocó en la División Uno al Sur de la nueva competencia. Permanecieron en esta división durante tres temporadas antes de que se reestructurara la liga, y el club fue reasignado a la recién formada División Uno. En 1989 ganaron el título de la División Uno, pero volvieron a descender un año después por falta de práctica.
Sheffield volvió a ganar el título de la División Uno, esta vez permaneciendo en la División Premier de NCEL durante 15 años. En 1994, el club ganó la Copa Senior de Sheffield & Hallamshire por primera vez, venciendo por penales a Worksop Town en Hillsborough. Más tarde ganaría el trofeo en cuatro ocasiones más a lo largo de la década de 2010.
Durante sus 33 años de estancia en la Liga Yorkshire, su único título de división fue la doble corona en 1975-76. En el 2007 celebró su 150.º aniversario, con tres partidos en octubre y noviembre de ese año y terminaron como subcampeones de la liga para asegurar el ascenso a la Northern Premier League (NPL) por primera vez. El más trascendental fue contra el Inter de Milán, que se llevó a cabo en Bramall Laney terminó con un 2-5 a favor de los italianos. Pelé estuvo entre los asistentes y entró en el terreno de juego después del partido. El día del sesquicentenario fue marcado con un servicio religioso y una cena de gala a la que asistieron Joseph Blatter, y Geoffrey Thompson, entre otras importantes figuras de este deporte.
Sheffield ha llegado a los play-offs de la División Uno Sur de la NPL en tres ocasiones, pero hasta ahora no ha logrado el ascenso. En su primera campaña de la División Uno Sur en 2008 llegó a la final, perdiendo por penales ante Nantwich Town, antes de ser eliminados en las semifinales en 2010 y 2012. El club jugó por primera vez en el FA Trophy en 2007 después de ganar el ascenso a la NPL, pero hasta ahora no han logrado avanzar más allá de las rondas de clasificación.

## Uniforme
- Uniforme titular: Camiseta roja y granate, pantalón negro, medias granates.
- Uniforme alternativo: Camiseta azul, pantalón blanco, medias azules.

## Palmarés

### Torneos nacionales
- FA Amateur Cup: 1903-04
- Yorkshire League Division Two: 1976–77
- Yorkshire League Cup: 1977–78
- Whitbread Trophy: 1987–88
- Northern Counties East League Division One (2): 1988–89, 1990–91
- Northern Counties East League Cup (2): 2000–01, 2004–05
- Sheffield and Hallamshire Senior Cup (5): 1993–94, 2004–05, 2005–06, 2007–08, 2009–10

### Otros Trofeos
- Orden del Mérito de la FIFA 2004